# Выборы в Законодательное собрание Республики Карелия (2021)
Выборы депутатов законодательного собрания седьмого созыва состоялись в Республике Карелия 19 сентября 2021 года в единый день голосования одновременно с выборами в Государственную думу VIII созыва. В Петрозаводске одновременно прошли выборы депутатов Петрозаводского городского совета 29 созыва.
Региональный парламент состоит из 36 депутатов, которые избираются по смешанной избирательной системе: 18 депутатов избираются по партийным спискам (пропорциональная система) для которых установлен 5%-й барьер, другие 18 депутатов избираются по одномандатным округам (мажоритарная система), побеждает набравший большинство голосов. Срок полномочий — пять лет.
На 1 января 2021 года в Республике Карелия было зарегистрировано 513 160 избирателей, из которых 41 % (210 748 избирателей) в Петрозаводском городском округе.

## Кандидаты

### Регистрация
По закону 67-ФЗ, статья 35.1, необходимым условием регистрации кандидата либо списка кандидатов является поддержка выдвижения избирателями. Эта поддержка определяется либо по результатам последних выборов разного уровня, либо подтверждается сбором подписей избирателей.
Поддержанными избирателями считаются партии:
- чей список прошёл в Государственную думу на последних выборах либо получил не менее 3 % в голосов избирателей
- чей список прошёл в парламент данного субъекта РФ на последних выборах либо получил не менее 3 % в голосов избирателей
- чей список прошёл в совет хотя бы одного муниципалитета данного субъекта РФ на последних муниципальных выборах либо во всех муниципалитетах суммарно партия набрала не менее 0,5 % голосов всех избирателей субъекта РФ

18 июня 2021 года ЦИК Карелии опубликовал список из 5 партий, имеющих право выдвигать своих кандидатов, без сбора подписей: «Единая Россия», КПРФ, ЛДПР, «Справедливая Россия — Патриоты — За правду», «Яблоко».
Для регистрации областных списков кандидатов партиям необходимо собрать подписи избирателей в количестве 0,5 %. Для регистрации кандидата, выдвинутого по одномандатному избирательному округу, необходимо собрать подписи избирателей в количестве 3 %.

### По партийным спискам
| 10 | Единая Россия                              | Артур Парфенчиков • Элиссан Шандалович • Игорь Зубарев   | 18 | 57 | зарегистрирован        |
| 6 | КПРФ                                       | Евгений Ульянов • Сергей Андруневич                      |    |    | зарегистрирован        |
| 2 | ЛДПР                                       | Владимир Жириновский • Алексей Орлов • Александр Паккуев | 18 | 36 | зарегистрирован        |
| 3 | Справедливая Россия — Патриоты — За правду | Ройне Изюмов                                             | 18 | 51 | зарегистрирован        |
| 7 | Яблоко                                     | Эмилия Слабунова • Инна Болучевская                      |    |    | зарегистрирован        |
| Партии, не имеющие льгот при выдвижении, вынужденные собирать подписи для регистрации списка:                                     |                                            |                                                          |    |    |                        |
| 5 | Зелёная альтернатива                       | Алексей Глушков • Дарья Каликина • Евгений Белянчиков    | 13 | 16 | зарегистрирован        |
| 8 | Новые люди                                 | Владимир Кванин • Сергей Усатенко                        | 9  | 19 | зарегистрирован        |
| 9 | Партия «Родина»                            | Валерий Таборов • Валентина Полищук • Вадим Измайлов     | 13 | 16 | зарегистрирован        |
| 4 | Партия Роста                               | Дмитрий Фабрикантов                                      | 15 | 16 | зарегистрирован        |
| 11 | Партия пенсионеров                         | Лидия Суворова • Тимур Зорняков                          | 15 | 17 | зарегистрирован        |
| 1 | Российская партия свободы и справедливости | Денис Базанков                                           | 12 | 13 | зарегистрирован        |
| - | Партия социальной защиты                   | Дмитрий Крайнов • Олег Димов • Екатерина Ганюченко       |    |    | отказано в регистрации |
| *В общереспубликанской части списка должно быть от 1 до 3 кандидатов.                                                             |                                            |                                                          |    |    |                        |
| **Территориальная группа соответствует одномандатному округу и должна включать от 1 до 3 кандидатов. Групп может быть от 9 до 18. |                                            |                                                          |    |    |                        |
| ***Общее число включённых в единый список кандидатов не может превышать 57 человек.                                               |                                            |                                                          |    |    |                        |

### По округам
Республика Карелия разделена на 18 избирательных округов. Схема одномандатных избирательных округов была определена ЦИК Карелии в октябре 2015 года, а в декабре 2015 года утверждена заксобранием сроком на 10 лет.
| ОИК | Округ                 | Состав                                                                                                  | Избир. | 3% подписей | Кандидаты |
| --- | --------------------- | --- | ------ | ----------- | --------- |
| 1   | Петрозаводский        | частично Петрозаводский городской округ                                                                 | 28 954 | 869         |           |
| 2   | Петрозаводский        | частично Петрозаводский городской округ                                                                 | 29 000 | 870         |           |
| 3   | Петрозаводский        | частично Петрозаводский городской округ                                                                 | 30 600 | 918         |           |
| 4   | Петрозаводский        | частично Петрозаводский городской округ                                                                 | 30 233 | 907         |           |
| 5   | Петрозаводский        | частично Петрозаводский городской округ                                                                 | 30 197 | 906         |           |
| 6   | Петрозаводский        | частично Петрозаводский городской округ                                                                 | 29 574 | 888         |           |
| 7   | Петрозаводский        | частично Петрозаводский городской округ                                                                 | 31 684 | 951         |           |
| 8   | Северный              | Лоухский район, Кемский район                                                                           | 28 262 | 848         |           |
| 9   | Северно-Карельский    | Костомукшский городской округ, Калевальский район                                                       | 31 732 | 952         |           |
| 10  | Поморский             | Беломорский район, частично Медвежьегорский район, частично Муезерский район, частично Сегежский район  | 23 127 | 694         |           |
| 11  | Сегежский             | частично Сегежский район                                                                                | 23 309 | 700         |           |
| 12  | Пудожский             | Пудожский район, частично Медвежьегорский район, частично Сегежский район                               | 26 961 | 809         |           |
| 13  | Западно-Карельский    | частично Муезерский район, частично Питкярантский район, частично Сортавальский район, Суоярвский район | 33 844 | 1016        |           |
| 14  | Кондопожский          | частично Кондопожский район                                                                             | 29 005 | 871         |           |
| 15  | Приладожский          | Лахденпохский район, частично Сортавальский район                                                       | 33 700 | 1011        |           |
| 16  | Центрально-Карельский | частично Кондопожский район, частично Медвежьегорский район                                             | 25 072 | 753         |           |
| 17  | Пригородный           | Прионежский район, Пряжинский район                                                                     | 30 158 | 905         |           |
| 18  | Южно-Карельский       | Олонецкий район, частично Питкярантский район                                                           | 34 857 | 1046        |           |

## Формирование
6 октября 2021 года состоялось первое заседание депутатов 7 созыва. Было сформировано 7 фракций. Председателем переизбран Элиссан Шандалович («Единая Россия»), заместителями избраны Ольга Шмаеник («Единая Россия») и Илья Раковский («Единая Россия»).
Полномочиями члена Совета Федерации от заксобрания Карелии был вновь наделён Игорь Зубарев («Единая Россия»). Он сдал мандат депутата. 29 октября ЦИК Карелии передал мандат Леониду Лиминчуку.
| Депутатские объединения | Депутатские объединения                      | Членов | Руководитель      |
| ----------------------- | -------------------------------------------- | ------ | ----------------- |
|                         | «Единая Россия»                              | 22     | Алексей Хейфец    |
|                         | КПРФ                                         | 4      | Евгений Ульянов   |
|                         | «Справедливая Россия — Патриоты — За правду» | 4      | Александр Федичев |
|                         | ЛДПР                                         | 2      | Алексей Орлов     |
|                         | «Яблоко»                                     | 2      | Эмилия Слабунова  |
|                         | «Новые люди»                                 | 1      | Владимир Кванин   |
|                         | «Партия пенсионеров»                         | 1      | Лидия Суворова    |